# Rotterdam Records

Logo von Rotterdam Records

Rotterdam Records wurde im Jahre 1992 vom Rotterdamer Paul Elstak gegründet und zählt heute zu den bekanntesten Hardcore-Techno-Labels. Elstak selbst veröffentlichte hier (teils mit anderen Produzenten wie Maurice Steenbergen zusammen) unter verschiedenen Synonymen wie The Sound Of Rotterdam oder Holy Noise zahlreiche Produktionen. Im Jahr 1992 erschienen auf Rotterdam Records Klassiker wie Alles Naar De Kl-te von den Euromasters, No Women Allowed von Sperminator und Poing von Rotterdam Termination Source.
Rotterdam Records gehört zum niederländischen Label-Gigant Mid-Town Records. Zur Rotterdam Records-Familie zählen auch Sub-Labels wie Forze Records und Terror Traxx.
Paul Elstak hat die Verantwortung vor längerer Zeit an Jeroen Streunding von Neophyte und DJ Panic abgegeben und versucht sich seitdem mit seinem neuen Label Offensive Records, welches zu Rige Entertainment gehört.